# Klon ostroząbkowy
Klon ostroząbkowy (Acer argutum) – gatunek rośliny z rodziny mydleńcowatych (Sapindaceae). Jest to małe drzewo, zwykle o krzewiastym pokroju, występujące naturalnie w wilgotnych, górskich lasach Japonii (endemit tego kraju). Rośnie też w uprawie w klimacie umiarkowanym półkuli północnej, głównie w kolekcjach.

## Rozmieszczenie geograficzne
Zasięg tego gatunku obejmuje środkową i południową Japonię (region Chūbu oraz wyspę Sikoku). Północna granica zasięgu biegnie przez środkową i południową część prefektury Fukushima. W prefekturach Saitama, Yamanashi i Nagano opisywany jest jako całkiem częsty. W południowo-zachodniej części Honsiu oraz na Sikoku spotykany jest już rzadko.
W Europie i Ameryce Północnej bywa uprawiany jako roślina ozdobna. W Polsce jest to gatunek bardzo rzadko występujący, spotykany najczęściej w kolekcjach dendrologicznych, np. w arboretum w Rogowie.

## Morfologia

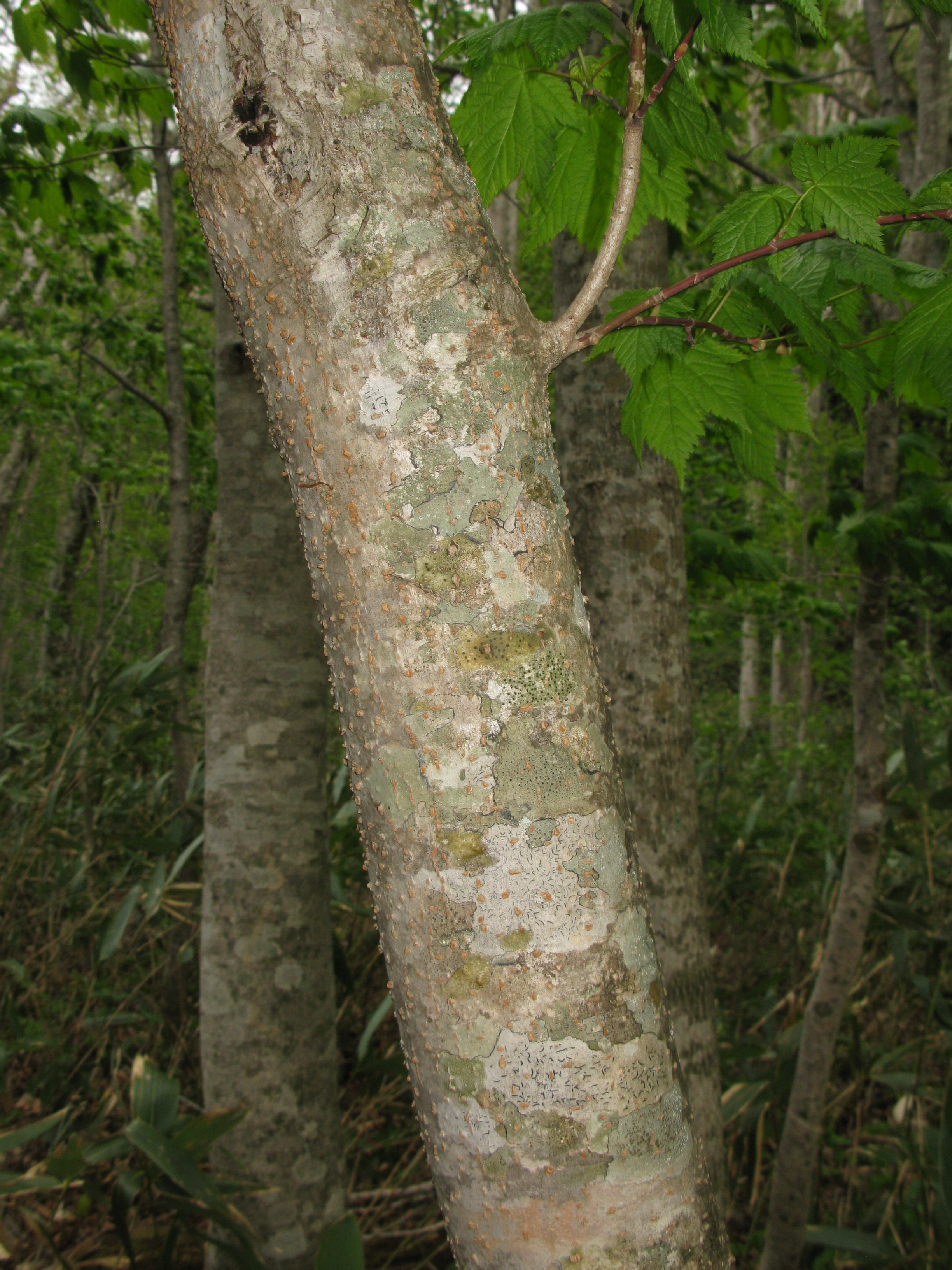
Pień

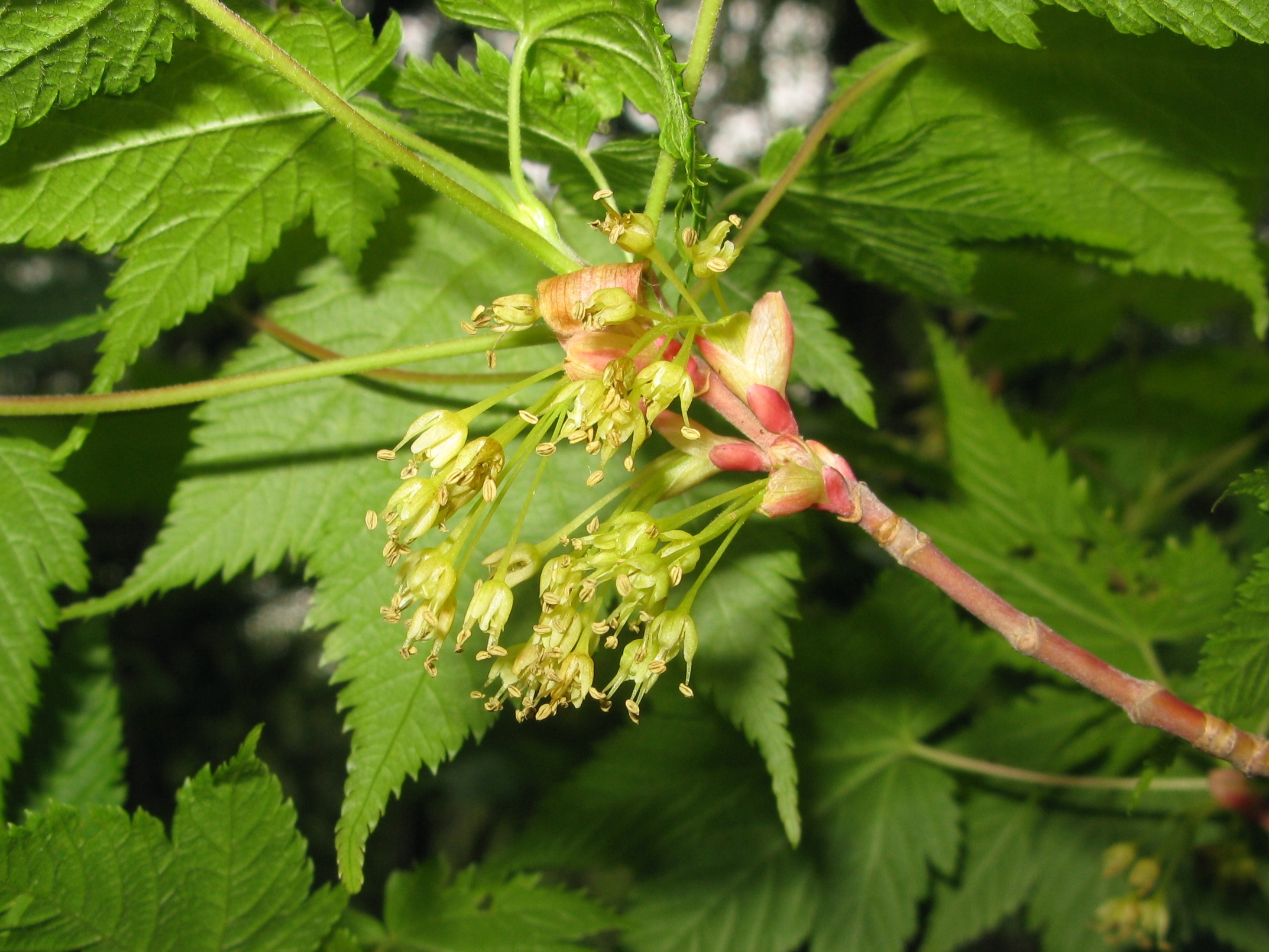
Kwiaty męskie

PokrójJest to małe drzewo osiągające 4–6 m wysokości (rzadko do 8 m). Szerokość korony do 4 m. Pokrój jest przeważnie krzaczasty z wieloma przewodnikami od ziemi. Średnica pni dochodzi do ok. 10 cm. Korona tego gatunku jest zwykle zaokrąglona. Kora jest dość gładka, opisywana jako zielonkawożółta, ciemnozielona i szara z czasem brązowa i szarobrązowa, z wystającymi w dość regularnych odstępach jasnobrązowymi przetchlinkami. Młode pędy opisywane są jako czerwone lub fioletowawe, najmłodsze są bardzo drobno omszone. Zimą pąki są purpurowoczerwone, nieco omszone, z 2 parami zasuniętych łusek. W czasie wegetacji drobne pąki ukryte są przez ogonki liści.
LiścieNaprzeciwległe, o blaszce liściowej 5–klapowej, rzadziej z 7 klapami – przy czym trzy klapy są większe, dwie mniejsze i na największych liściach czasem obecne są dwie małe klapki u nasady blaszki. Kształt liści jest zaokrąglony w zarysie, lecz klapy są głęboko wcięte, a brzegi liścia gęsto, głęboko i podwójnie piłkowane (łac. argutus). Blaszka u nasady jest płytko sercowata. Blaszka sztywna o długości 5–10 cm i 3–8 cm szerokości. Liście są wyraźnie unerwione. Wierzch jest ciemnozielony lub jasnozielony, natomiast od spodu są szarozielone, nieco jaśniejszy od wierzchu. Młode listki są jasnozielone, z czasem ciemnieją. W październiku przebarwiają się na żółto. Ogonki liściowe mają 3–8 cm długości, są zielone, lekko czerwonawe. Na długopędach liście są bardziej wydłużone, a ich boczne klapki krótsze.
KwiatyRoślina dwupienna (do wydania nasion potrzebne są osobniki żeńskie i męskie). Kwiaty mają zielonkawożółtą barwę i wyróżniają się tym wśród innych klonów, że są czterokrotne. Zarówno kwiatostany męskie i żeńskie są zebrane w długie grona wyrastające z bocznych pąków na końcach tegorocznych pędów (pąk szczytowy zawsze kontynuuje wzrost wegetatywny). Męskie kwiatostany skupiają 7–12 kwiatów, są zwisające i 3–4 długości. Kwiatostany żeńskie składają się z 7–10 kwiatów, są wąskie i mają 4–5 cm długości. Płatki kwiatów żeńskich są nieznacznie mniejsze od męskich.
OwoceZielone skrzydlaki ustawione niemal pod kątem 180 stopni. Skrzydełka mają długość do 2,5 cm. Owoce zebrane są po 12 na końcu gałęzi w grona o długości około 15 cm.

## Systematyka
Gatunek został sklasyfikowany w serii Arguta w sekcji Glabra rodzaju klon (Acer). Pierwszy opis naukowy wyróżniający ten takson w randze gatunku sporządził Karl Maksimowicz w 1867 roku. W obrębie gatunku nie są wyróżniane taksony wewnątrzgatunkowe.

## Biologia i ekologia
Kwitnienie następuje w końcu kwietnia bądź na początku maja, trwać może do końca maja – kwiaty pojawiają się przed liśćmi lub niemal równo z nimi. Nasiona dojrzewają w październiku. 
Gatunek zasiedla górskie doliny klimatu umiarkowanego chłodnego. Zazwyczaj występuje na wilgotnych stanowiskach w pobliżu górskich strumieni, rzadziej w miejscach wilgotnych na stokach na wysokości 800-1900 m, najczęściej między rzędnymi 1000 i 1500 m n.p.m. Wskazywany jest jako gatunek charakterystyczny zespołu Cacalio yatabei-Pterocaryetum rhoifoliae. Do innych gatunków charakterystycznych zespołu należą: Parasenecio yatabei, Parasenecio farfarifolia, Cornopteris crenulatoserrulata i Scopolia japonica. W sumie występuje w nim ok. 230 gatunków roślin. Klon ostroząbkowy jest jednym z kilku dominujących w warstwie podszytu obok: grabu sercowatego, klonu Shirasawy, klonu mono, klonu grabolistnego i Pterostyrax hispida.

## Zastosowanie

### Roślina ozdobna
Rośliny tego gatunku uprawiane są jako ozdobne, przy czym jednak uważane są za niezbyt dekoracyjne. W uprawie zwykle tylko w kolekcjach.

### Sok roślinny
Sok z klonu ostroząbkowego zawiera pewną ilość cukru i może być stosowany w postaci napoju. Zagęszczony sok stosuje się również jako syrop. Syrop jako słodzik występuje w wielu produktach żywnościowych. Aby uzyskać sok, nacina się pień drzewa. Najwięcej soku uzyskuje się podczas wczesnej wiosny, w pierwsze ciepłe i słoneczne dni po mroźnej zimie. Najlepsza jego produkcja występuje na obszarach o kontynentalnych klimatach, gdzie występuje mroźna zima.

### Liście
W liście pakowane bywają jabłka, warzywa korzeniowe itp. w celu zachowania ich w stanie świeżym.

## Uprawa

### Historia
Gatunek został po raz pierwszy sprowadzony do Europy w 1881 roku przez Charlesa Mariesa. W Polsce po raz pierwszy w uprawie w arboretum w Kórniku w 1936, w latach 1953 i 1976 sadzony także w arboretum w Rogowie.

### Wymagania
Preferuje wilgotne, lecz dobrze odsączone gleby w słonecznym miejscu, ale toleruje także półcień. Dobrze rośnie też na ciężkich glebach gliniastych. Gleba dla niego powinna być o odczynie obojętnym do lekko kwaśnego. Chloroza występuje czasami na skutek niedoboru żelaza, gdy rośliny są hodowane na glebach alkalicznych, ale na ogół nie należą do wybrednych klonów pod względem kwasowości gleby. Natomiast źle znosi gleby wapienne.
Jest gatunkiem mrozoodpornym (6B–8B strefa mrozoodporności). Preferuje stanowiska zaciszne, zwłaszcza młode sadzonki dobrze jest osłaniać przed zimnymi wiatrami. Preferuje stanowiska częściowo zacienione. Według innych źródeł lubi półcień lub pełne nasłonecznienie. Klon ostroząbkowy rośnie wolno. Jak większość klonów, jest złym towarzyszem dla okolicznych roślin, ponieważ hamuje ich wzrost.

### Rozmnażanie
Nasiona są lekkie – waga 1000 nasion wynosi około 20 g. Nasiona zebrane po dojrzeniu dobrze jest zamoczyć na 24 godziny, po czym wymagają czteromiesięcznej stratyfikacji w temperaturze 1–8 °C. Tak przechowane nasiona dobrze kiełkują w następnym roku na wiosnę. Jeśli nasiona są zebrane zbyt wcześnie, wyrosną z nich słabe rośliny bądź nie wyrosną one wcale.
Klon ostroząbkowy może być rozmnażany także wegetatywnie z młodych pędów, które najlepiej ścinać w czerwcu lub lipcu. W tym celu dobrze jest używać ukorzeniacza. Sadzonki powinny mieć 2–3 pary liści i jedną parę pąków u podstawy. Sadzonki muszą ukorzenić się latem i jesienią, aby przetrwać zimę.